# 法國經濟財政部
48°50′21″N 2°22′33″E / 48.83917°N 2.37583°E
經濟財政部（法語：Ministère de l'Économie et des Finances）全称经济、财政、工业和数字主权部，是法國政府中主管經濟和財政的國務部門。

## 预算、公共账户、行政部门和国家改革部长
预算、公共账户、行政部门和国家改革部长主要管轄:
- 財政預算（必須跟從稅務總局的稅務政策）；
- 制定稅制，
- 國家及公共機構的會計帳目 (由法國公共會計總局管轄)。

See: https://web.archive.org/web/20100712035129/http://www.budget.gouv.fr/
法國稅制由三個獨立的評審機構監督:
- 法國稅務總局負責評稅及收稅,包括增值稅或者公司稅
- 法國公共會計總局
- 法國海關總局負責海關，汽油稅和其他有關酒精和菸草的間接稅.